# Мілан Вайперз
Хокейний клуб «Юніор Мілан Вайперс» (італ. Hockey Club Junior Milano Vipers) — італійський хокейний клуб, заснований в 1998 році.

## Історія
Клуб засновано 1998 року в Мілані на заміну колишньому клубу «Мілан Сайма». У сезоні 1999—2000 років він приєднався до французької елітної хокейної Ліги, взявши на себе зобов'язання: відмова від титулу чемпіона Франції, обов'язкова наявність 5 гравців з французьким паспортом. Команда, була виведена з числа конкурентів чемпіонату Франції з ініціативи міністра спорту, коли він був у Кані. Було також прийнято рішення про проведення кубка за участі клуба з Мілана та 3-ох французьких команд з Кана, Реймса та Руана. У результаті три команди набрали однакову кількість очок та зрештою через рішення Французької хокейної федерації перемога дісталась команді з Руана. З наступного сезону команда повернулась до Серії А. 
За коротку історію клубу, він ставав 5 разів чемпіоном Італії — 2002, 2003, 2004, 2005 та 2006 роках, тричі вигравав Кубок Італії — 2002, 2004 та 2005 роках та тричі вигравав Суперкубок Італії — 2001, 2002 та 2006 роках. 12 червня 2008 було прийнято рішення припинити будь-яку діяльність, але на їхньому місці народилося нове спортивне об'єднання «Мілано Россоблю», спрямоване на збереження старих традицій хокею в Мілані..